# Internationaler Gospelkirchentag
Der Internationale Gospelkirchentag ist ein internationales Musikfestival, das alle zwei Jahre in Deutschland an wechselnden Orten stattfindet. Es gilt mit über 5.000 mitwirkenden Sängerinnen und Sängern aus Europa als das größte deutsche Festival dieser Art. Der erste Gospelkirchentag fand 2002 in Essen statt. Auf dem Gospelkirchentag wird vor allem Gospelmusik gesungen, es gibt aber auch musikalische Einflüsse aus der Popmusik, Rhythm and Blues und Soul.

## Organisation
Veranstaltet wird der Gospelkirchentag von den Landeskirchen der jeweiligen Region in Kooperation mit Partnern vor Ort, der Evangelischen Kirche Deutschlands und der Stiftung Creative Kirche.
Der Internationale Gospelkirchentag erstreckt sich immer über drei Tage und besteht aus mehreren Programmteilen: Festival-Eröffnung, Gospelnacht in der langen Nacht der Kirchen, Mass Choir, Workshops und zum Abschluss den Festivalgottesdienst. Parallel zu dem Workshops gibt es in der gesamten Gastgebenden Stadt an öffentlichen Plätzen und in Kirchen kostenfreie Konzerte von internationalen Gospelchören, zum Beispiel Longfield Gospel Choir (Österreich), Gospel Re:Experience (Niederlande), 4 Given (Slowenien), Samuel Ljunglahd & Band (Schweden), Geht Up! (Deutschland) oder Volley Morgan & New Ye (Großbritannien).
Die Workshops sowie Mass Choir werden von internationalen bekannten Gospelchor-Dirigienten und Komponisten geleitet, darunter Dr. Richard Fritz (Österreich), Chris Lass, Joachim Arenius, Volney Morgan, Nina Luna Eriken, Hans Christian Jochimsen und Miriam Schäfer.
Der nächste Gospelkirchentag soll 2026 in Stuttgart unter dem neuen Namen "European Gospel Festival" stattfinden

## Künstler
Auf den Gospelkirchentagen sind unter anderem aufgetreten: Kirk Franklin, Israel Houghton, Edwin Hawkins, Andraé Crouch und Hanjo Gäbler. Aus der Popmusik waren unter anderem Naturally 7, Nina Hagen und die A-cappella-Formation Wise Guys zu Gast.

## Veranstaltungsorte
- 2002 Essen
- 2004 Bochum
- 2006 Düsseldorf
- 2008 Hannover
- 2010 Karlsruhe
- 2012 Dortmund
- 2014 Kassel[2]
- 2016 Braunschweig
- 2018 Karlsruhe
- 2020 wegen COVID-19-Pandemie abgesagt
- 2022 Hannover[3][4]
- 2024 Essen[5]
- 2026 Stuttgart 1. bis 3. Mai 2026